# تئوبالت فون بتمان-هولوگ
تئوبالد تئودور فریدریش آلفرد فُن بتمان هولوگ (به آلمانی: Theobald Theodor Friedrich Alfred von Bethmann Hollweg) (زادهٔ ۲۹ نوامبر ۱۸۵۶ - درگذشته ۱ ژانویه ۱۹۲۱) سیاست‌مدار آلمانی و صدراعظم این کشور میان سال‌های ۱۹۰۹ تا ۱۹۱۷ بود.

## زندگی
او در هوهنفینو براندنبورگ زاده‌شد. پدرش یک افسر پروسی بود. پدر بزرگ او رئیس دانشگاه هومبولت برلین و وزیر فرهنگ پروس بود.
تئوبالد در دانشگاه استراسبورگ و همچنین لایپزیگ و برلین به تحصیل پرداخت. از ۱۸۸۲ به خدمات دولتی وارد شد. در ۱۸۸۹ با مارتا فون فوفل برادرزادهٔ نخست‌وزیر پروس پیمان زناشویی بست. از ۱۹۰۵ تا ۱۹۰۷ وزیر داخلهٔ پروس شد. سرانجام بابرکناری برنهارد فن بولو جانشین او شد.
فون بتمان هولوگ در برابر بریتانیا سیاست ترک مخاصمه را در پیش گرفت. در پی ترور آرشیدوک فرانتس فردیناند در سارایوو وی اتریش را به اخذ موضعی استوار برانگیخت. او از پشتیبانان پاکسازی قومی لهستانی‌ها از خطوط مرزی آلمان بود. با بالاگرفتن جنگ جهانی یکم و ورود آمریکا بدین جنگ از قدرت سیاسی او کاسته‌شد.
وی در قبال نسل‌کشی ارامنه به دست ترک‌ها خاموش ماند.
در اواخر جنگ او زیر فشار گروه‌های سیاسی از قدرت کناره‌گیری کرد و به نوشتن خاطرات پرداخت. در ۱۹۲۰ بیمار شد و یک سال پس از آن درگذشت.